# ブコヴェル-AD
ブコヴェル-AD（ウクライナ語: Буковель-AD）は、ウクライナの対無人航空機用電子戦システム。開発および製造は、プロキシマス。

## 概要
ブコヴェル-ADの試作機は、2015年にドンバス戦争中のウクライナ東部で試験が行われ、2016年からウクライナ軍への引き渡しが開始された。
ブコヴェル-ADは、GPS、GLONASS、ガリレオ、北斗を使用して適性無人航空機を識別し、データ送信、制御信号、誘導信号を妨害するよう設計されており、最大100kmの距離でロシア連邦軍のオルラン10無人偵察機を探知可能で、適性無人航空機の無線制圧有効距離は最大20km、機材は最大2分で展開可能となっている。また、機材は三脚のほか、車載も可能である。
ウクライナ軍のほか、2019年にモロッコ王立軍が採用している。

## 採用国
- ウクライナ[2]
- モロッコ[5]